# Ermita de Santa Bàrbara (Altura)
L'Ermita de Santa Bàrbara està situada directament a la part alta de la Vila d'Altura sobre la muntanya anomenada de la mateixa manera. Està catalogada com Bé Immoble de Rellevància Local, amb codi identificatiu: 12.07.012-004, segons consta a la Direcció General de Patrimoni Artístic de la Generalitat Valenciana.
Va ser construïda al segle xv, i va deteriorar-se amb el pas del temps fins a fer necessària la seva restauració, la qual es va dur a terme a 1996 per part dels alumnes de l'Escola Taller Vall de Crist.

## Descripció
S'accedeix a ella des del carrer del Calvari, pel camí del Via Crucis amb les seves estacions disseminades al llarg del vessant del turó. Al costat de l'ermita hi ha una font en un muret de pedra, sota un relleu de ceràmica amb imatge de la santa.
L'ermita presenta una planta rectangular (de 17 metres de llarg i 7 metres d'amplada), d'una sola nau i quatre  crugies separades per tres arcs recolzats en el seu interior, ja que l'ermita no té contraforts externs. La coberta interior és de fusta i l'exterior de teula i a dos vessants.
De fàbrica de maçoneria i blanquejada sense adorns, té la porta d'accés, tant al temple com a la casa de l'ermità (que se situa als peus de l'ermita i presenta dues estances, amb obertures a l'exterior), en un lateral, i presenta un petit contrafort i està elevada per dos esglaons amb un arc escarser.
Quant a l'interior, és de gran senzillesa. Presenta paviment de maó bescuit, banc corregut al llarg del perímetre intern, i en la capçalera presenta l'altar, en el qual descansa la imatge de la santa, i una petita pica d'aigua beneïda. La coberta interior és de fusta i en general l'interior està buit d'ornaments.
La festa de la Santa és el 4 de desembre i entre els seus actes se celebra una missa patrocinada per les mares dels cinquens de cada any, arreglant l'ermita i decorant-la amb flors, després de la tradicional missa es reparteixen unes pastes típiques i taronges del terreny.